# Miranda, sjöjungfrun
Miranda, sjöjungfrun (engelska: Miranda) är en brittisk komedifilm från 1948 i regi av Ken Annakin. Filmens manus skrevs av Peter Blackmore, baserat på hans pjäs En sjöjungfru på vift. Filmen handlar om den vackra och lekfulla sjöjungfrun Miranda och hennes effekt på de män hon möter. I huvudrollerna ses Glynis Johns, Griffith Jones, John McCallum och David Tomlinson. Medverkar gör även Googie Withers och Margaret Rutherford. Glynis Johns och Margaret Rutherford kom att reprisera sina roller i filmens uppföljare från 1954, Mad About Men.

## Rollista i urval
- Glynis Johns – Miranda Trewella
- Googie Withers – Clare Martin
- Griffith Jones – Dr Paul Martin
- John McCallum – Nigel
- Margaret Rutherford – syster Carey
- David Tomlinson – Charles
- Yvonne Owen – Betty, Charles flickvän
- Sonia Holm – Isobel
- Brian Oulton – Manell
- Zena Marshall – sekreterare
- Lyn Evans – värdshusvärdinna
- Stringer Davis – museivaktmästare
- Maurice Denham – musselförsäljare